# Bolzano (nádraží)
Bolzano německy Bozen, ladino Balzan) je hlavní nádraží sídelní oblasti Bolzano, autonomní oblasti Bolzano (něm. Südtirol, Jižního Tyrolska) i celé provincie Trentino. Leží na evropském traťovém koridoru Innsbruck–Verona, respektive Mnichov–Řím. Slouží jako hlavní nádraží hlavního města provincie Bolzana i když se tak přímo nejmenuje.

## Historie

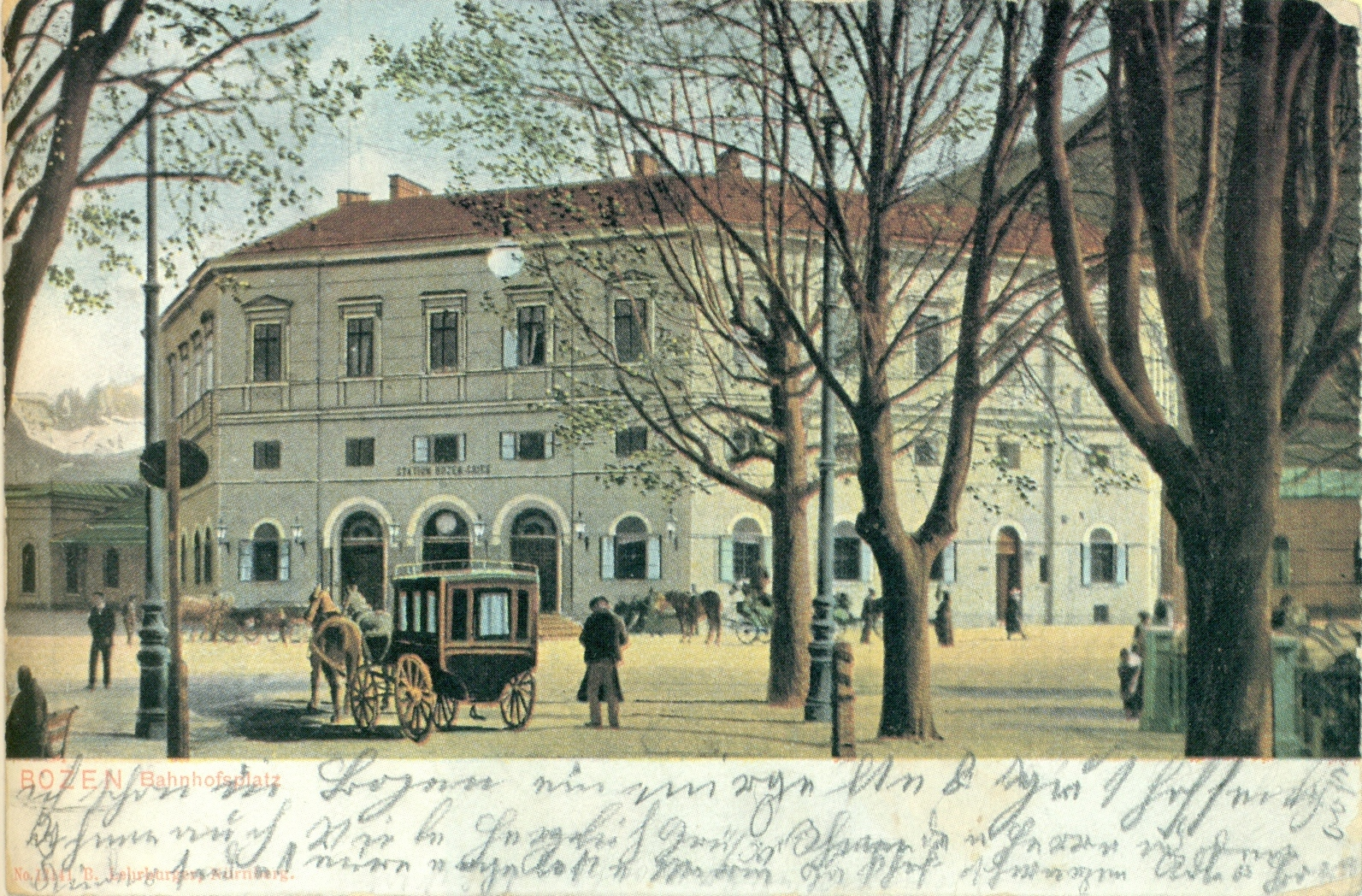
Staré nádraží před přestavbou v letech 1927–1929

Vznik nádraží spadá do konce padesátých let 19. století, kdy se i v náročném velehorském terénu dařilo budovat železnice. Bylo nejprve koncovým nádražím dráhy Merano–Bolzano. V krátké době se ale stalo součástí delší dráhy Innsbruck–Verona, tzv. Brennerské dráhy a bylo přeměněno na průjezdné. V roce 1859 byly městským architektem Bolzana Sebastianem Altmannem navrženy úpravy nádraží včetně novorenesanční výpravní budovy.

## Popis nádraží
Nádraží je rozloženo v plochém a rozlehlém údolí řeky Isarco (Eiseck) těsně před soutokem Ádige, v přímém historickém centru Bolzana. Z důvodů přiblížení se centru se vedení tratě odchýlilo pro tento krátký úsek z běhu širé tratě, která je podél celého údolí vždy přímo v terase na břehu řeky. Nádraží je průběžné a až do současnosti sdružovalo osobní i nákladní dopravu. Nádraží pro osobní dopravu zahrnuje sedm kolejí, rozdělených do tří nástupišť. Aby bylo dosaženo této polohy, průběh trati se na severovýchodě odpoutává od pravého břehu řeky Isarco a po ostrém oblouku dosahuje současného přímého tvaru stanice. Délka kolejí v 1. a 2. nástupišti se přibližuje 380 m. Současná nádražní budova byla postavena v letech 1927–1929 ve stylu poplatném fašistickému vkusu architektem Angiolo Mazzonim.

## Budoucnost
Delší dobu nepanovala s provozem nádraží úplná spokojenost. Byla proto v roce 2002 uspořádána mezinárodní dopravně urbanistická návrhová soutěž, ve které zvítězil tým, vedený známým rakouským architektem Borisem Podreccou. Nejlepší návrh předpokládá na stejném místě novou konfiguraci nádraží v upravené geometrii, přičemž vlastní stanice se mění z rovných nástupišť do mírného zakřivení. Následkem je zmírněn a zkrácen oblouk širé- bezprostředně návazné tratě. Návrh připravený k uskutečnění představuje pokrokový trend v restrukturalizaci evropských nádraží. Dosavadní budova zůstává na stejném místě, se stejným spojením k městu, ve své původní službě a je doplněna o nové moderní prvky.
Projekt vstoupil do fáze realizace (2011). V roce 2025 se stavěla nová stanice a koleje podél řeky Isarco. Uvolněné pozemky byly odkoupeny provincií. Podle původního plánu měl celý areál určený k transformaci obnovit jediný investor, který na vlastní náklady by provedl výstavbu celé železniční infrastruktury a realizaci výstavbu všech veřejných staveb. Nově bylo dohodnuto mezi autonomní oblastí Bolzano, obcí Bolzano a italskou železniční společnosti (RFI), že výstavbu bude provádět RFI.